# 뢰번

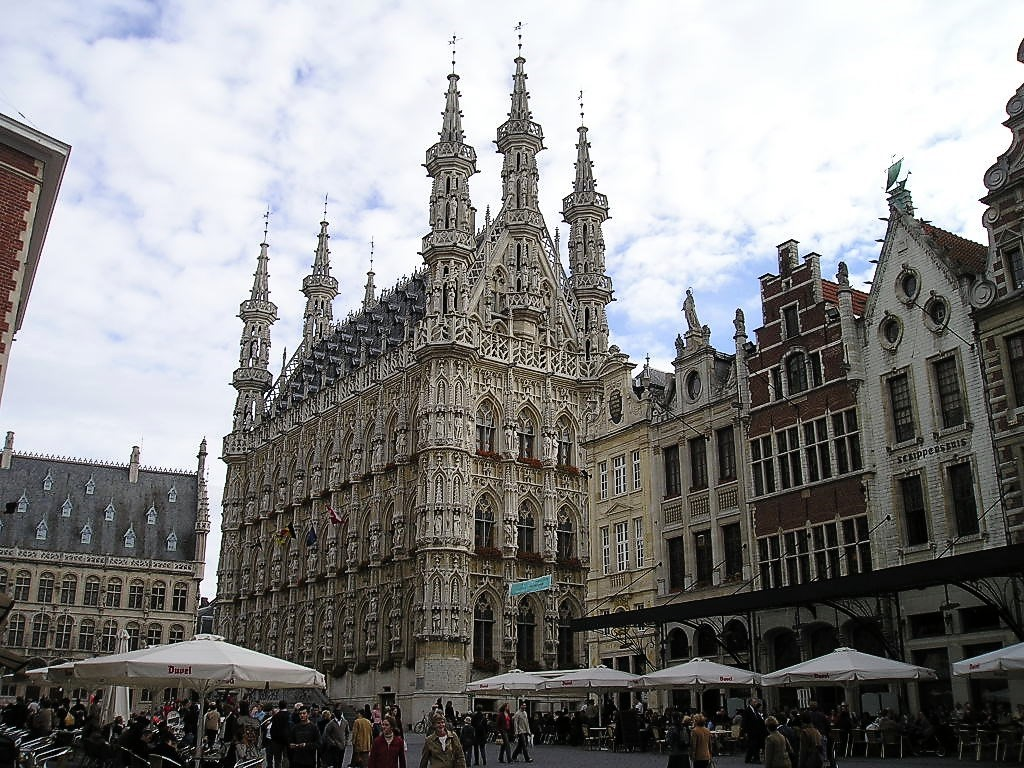
뢰번 시청

뢰번(네덜란드어: Leuven)은 벨기에 중부 플람스브라반트주에 있는 도시이다. 영어로는 루벤(Leuven)으로, 프랑스어로는 루뱅(프랑스어: Louvain)으로 표기 및 발음된다. 플람스브라반트 주의 주도이며, 벨기에의 대표적인 문화 도시로 유명하다. 인구는 102,126명(2020)이다. 벨기에의 수도인 브뤼셀에서 동쪽으로 30km 정도 떨어진 지점에 위치한다. 벨기에 북부 플란데런 지방에서 쓰이는 네덜란드어인 플람스어(Vlaams) 사용 지역에 위치한다.  

## 기후
| Leuven (1981–2010)의 기후 | Leuven (1981–2010)의 기후 | Leuven (1981–2010)의 기후 | Leuven (1981–2010)의 기후 | Leuven (1981–2010)의 기후 | Leuven (1981–2010)의 기후 | Leuven (1981–2010)의 기후 | Leuven (1981–2010)의 기후 | Leuven (1981–2010)의 기후 | Leuven (1981–2010)의 기후 | Leuven (1981–2010)의 기후 | Leuven (1981–2010)의 기후 | Leuven (1981–2010)의 기후 | Leuven (1981–2010)의 기후 |
| 월                        | 1월                       | 2월                       | 3월                       | 4월                       | 5월                       | 6월                       | 7월                       | 8월                       | 9월                       | 10월                      | 11월                      | 12월                      | 연간                      |
| ------------------------- | ------------------------- | ------------------------- | ------------------------- | ------------------------- | ------------------------- | ------------------------- | ------------------------- | ------------------------- | ------------------------- | ------------------------- | ------------------------- | ------------------------- | ------------------------- |
| 일평균 최고 기온 °C (°F)  | 5.9 (42.6)                | 6.8 (44.2)                | 10.6 (51.1)               | 14.4 (57.9)               | 18.5 (65.3)               | 21.1 (70.0)               | 23.5 (74.3)               | 23.2 (73.8)               | 19.5 (67.1)               | 15.1 (59.2)               | 9.8 (49.6)                | 6.3 (43.3)                | 14.6 (58.3)               |
| 일일 평균 기온 °C (°F)    | 3.2 (37.8)                | 3.5 (38.3)                | 6.6 (43.9)                | 9.5 (49.1)                | 13.5 (56.3)               | 16.2 (61.2)               | 18.4 (65.1)               | 18.0 (64.4)               | 14.9 (58.8)               | 11.1 (52.0)               | 6.8 (44.2)                | 3.8 (38.8)                | 10.5 (50.9)               |
| 일평균 최저 기온 °C (°F)  | 0.5 (32.9)                | 0.4 (32.7)                | 2.7 (36.9)                | 4.4 (39.9)                | 8.4 (47.1)                | 11.3 (52.3)               | 13.4 (56.1)               | 12.8 (55.0)               | 10.2 (50.4)               | 7.3 (45.1)                | 3.9 (39.0)                | 1.4 (34.5)                | 6.4 (43.5)                |
| 평균 강수량 mm (인치)     | 70.5 (2.78)               | 59.5 (2.34)               | 65.4 (2.57)               | 50.0 (1.97)               | 63.6 (2.50)               | 70.4 (2.77)               | 72.7 (2.86)               | 71.3 (2.81)               | 64.8 (2.55)               | 71.9 (2.83)               | 70.6 (2.78)               | 76.1 (3.00)               | 806.8 (31.76)             |
| 평균 강수일수 (≥ 1 mm)    | 12.6                      | 10.9                      | 12.9                      | 9.9                       | 11.3                      | 10.7                      | 10.4                      | 10.2                      | 10.6                      | 11.1                      | 11.9                      | 12.7                      | 135.2                     |
| 평균 월간 일조시간        | 56                        | 74                        | 119                       | 170                       | 202                       | 197                       | 210                       | 200                       | 143                       | 118                       | 63                        | 46                        | 1,597                     |
| 출처: KMI/IRM             |                           |                           |                           |                           |                           |                           |                           |                           |                           |                           |                           |                           |                           |

## 역사
뢰번의 역사는 9세기에 시작되며, 그 이후 직물 공업이 발달하여 번창하였다. 14세기 후반 귀족들의 다툼으로 직물공들이 이 곳을 떠나고 브라반트의 주도가 브뤼셀로 옮겨지면서 쇠퇴했으나, 1425년 루뱅 가톨릭 대학교가 들어서면서 일대의 학술·문화 중심지로 다시 번영하였다. 루뱅 가톨릭 대학교는 교황 마르티노 5세의 인가를 받아 설립되었고, 베네룩스 최초의 대학으로 오랫동안 그 명성을 떨쳤다. 그 후로 유명한 성당·수도원·시청 건물 등이 건립되어 유서깊은 문화의 중심지로 알려져 왔다. 루뱅 가톨릭 대학교는 본래 프랑스어를 공식 언어로 사용했으나, 20세기 이후 네덜란드어도 함께 사용하기 시작했으며, 양 언어권의 대립으로 큰 분규가 일어났다. 결국 대학은 1968년 분리가 결정되어 네덜란드어를 사용하는 그룹은 이 도시에 남아 뢰번(루벤) 가톨릭 대학교(Katholieke Universiteit Leuven)로 대학을 계승했고, 프랑스어를 사용하는 그룹은 인접한 남쪽 지역에 건설된 신도시로 이전하여 루뱅 가톨릭 대학교(Université catholique de Louvain)로 대학을 계승했다.

## 자매 도시
- 네덜란드 스헤르토헨보스
- 프랑스 렌
- 독일 뤼덴샤이트
- 폴란드 크라쿠프